# Odiniinae
Odiniinae – podrodzina muchówek z podrzędu krótkoczułkich i rodziny Odiniidae.

Schemat użyłkowania skrzydła właściwy dla większości Odiniidae

Schemat użyłkowania skrzydła właściwy dla rodzaju Turadoninia i niektórych gatunków z rodzaju Odinia

Muchówki o ciele zwartej budowy, silnie owłosionym. Głowę mają holoptyczną, w widoku bocznym jej twarz i płaskie lub nieco wklęsłe czoło tworzą wyraźny kąt na wysokości panewek czułkowych. Przyoczka są rozmieszczone na planie trójkąta równobocznego lub odległości pomiędzy przyoczkami tylnymi są większe niż między nimi a przyoczkiem przednim. Wewnętrzne szczecinki ciemieniowe leżą w tej samej linii co tylne przyoczka. Szczecinki zaciemieniowe są odchylone od siebie. Tułów charakteryzuje nieowłosiona dyskowa część tarczki.
Przedstawiciele podrodziny zamieszkują wszystkie krainy zoogeograficzne, z wyjątkiem australijskiej. Najliczniej zasiedlają Palearktykę, a w dalszej kolejności Nearktykę i neotropikalną. W Polsce do 2001 stwierdzono 6 gatunków (zobacz: Odiniidae Polski)
Do 2011 roku opisano 36 gatunków z tej podrodziny. Grupuje się je w 5 rodzajach:
- Afrodinia Cogan, 1975
- Neoalticomerus Hendel, 1903
- Odinia Robineau-Desvoidy, 1830
- †Protodinia Hennig, 1965
- Turanodinia Stackelberg, 1944